# Cyanolimnas cerverai
Cyanolimnas cerverai là một loài chim trong họ Rallidae.
Loài chim này có màu nâu trên lưng, phần dưới màu xanh da trời hơi xám, mỏ màu vàng chân mỏ màu đỏ, lông dưới đuôi màu trắng, đôi mắt và cặp chân màu đỏ. Cánh ngắn làm cho nó gần như không thể bay. Nó là loài đặc hữu của vùng đất ngập nước của bán đảo Zapata ở miền nam Cuba, nơi người ta biết đến nơi làm tổ của loài chim này trong cỏ tussock. Người ta ít biết đến chế độ ăn uống hoặc hành vi sinh sản của loài chim này.
Cá trê phi là loài săn mồi chính săn bắt loài chim này. được phát hiện bởi nhà động vật học tiếng Tây Ban Nha Fermín Zanon Cervera tháng 3 năm 1927 trong đầm lầy Zapata gần Santo Tomás, ở tỉnh miền nam Matanzas của Cuba. Đầm này cũng có loài chim không nơi khác có, ferminia cerverai.